# 恋のナースステーション
「恋のナースステーション」（こい - ）は、中畑幾久子のシングル。

## 内容
中畑幾久子唯一のシングルとなった本作はTBS「ナースステーション」挿入歌。このプロモーションビデオは後に、「LEGEND of 90's J-ROCK「LIVE BEST & CLIPS」」にて、収録される。

## 収録曲
全曲　作詞：中畑幾久子
1. 恋のナースステーション
作曲・編曲：織田哲郎
2. 高校2年生
作曲・編曲：寺尾広